# Боја нара
Боја нара (јерм. Նռան գույնը) је совјетски умјетнички филм из 1968. године, у режији Сергеја Парџанова. Филм је поетски приказ живота јерменског пјесника и музичког извођача Сајат-Нове. Боја нара се појављује на неколико спискова најбољих филмова икада снимљених. Филм се сматра за прекретницу у филмској историји.

## Прича
Филм говори о животу јерменског умјетника Сајат-Нове, више кроз његову поезију него путем конвенционалне нарације.
Кроз филм видимо приказ пјесника како одраста, како се заљубљује, одлази у самостан и умире. Ти догађаји су приказани кроз измаштане секвенце из редитељеве визуре, музички испраћене пјесмама Сајат-Нове.

## Улоге
| Глумац             | Улога                                                                    |
| ------------------ | ------------------------------------------------------------------------ |
| Софико Чиаурели    | Пјесник у младости/пјесникова љубав/пјесникова муза/Миме/анђео ускрснућа |
| Мелкон Алексањан   | Пјесник у раном ђетињству                                                |
| Вилен Галстјан     | Пјесник у манастиру                                                      |
| Гиорги Гегечкори   | Пјесник у старости                                                       |
| Спартак Багашвили  | Отац                                                                     |
| Медеа Џапариџе     | Мајка                                                                    |
| Ховханнес Минасјан | Принц                                                                    |
| Оник Минасјан      | Принц                                                                    |

## Локације
Филм је сниман на бројним историјским местима у Јерменији, укључујући манастир Санахин, манастир Хагпат, цркву Светог Јована у Ардвију и манастир Ахтала. Све локације су средњовековне цркве у северној провинцији Лори. Локације у Грузији обухватале су манастир Алаверди, околину манастирског комплекса Давид Гареја и комплекс Дзвели Схуамта у близини Телави. Азербејџанске локације укључивале су Стари град Баку и тврђаву Нардаран.

## Цензура
Совјетски цензори и званичници Комунистичке партије приговарали су Парајановљевом стилизованом, поетском третману Сајат-Новиног живота и жалили се да није успео да едукује јавност о песнику. Као резултат тога, наслов филма је промењен из Сајат-Нова у Боја нара, а све референце на првобитни назив су уклоњене са шпице и наслова поглавља у оригиналној верзији на јерменском издању. Јерменски писац Хрант Матевосјан написао је нове, апстрактно поетичне наслове поглавља на јерменском језику. Званичници су се даље успротивили обиљу религиозних слика у филму, иако је велики део религиозних слика још увек остао у обе преостале верзије филма. У почетку је Државни комитет за кинематографију у Москви одбио да дозволи дистрибуцију филма ван Јерменије. Премијерно је приказан у Јерменији у октобру 1969, са трајањем од 77 минута.
Редитељ Сергеј Јуткевич, који је служио као читалац сценарија у Уређивачком одбору сценарија Државног комитета за кинематографију, мало је преправио филм и направио нове наслове поглавља на руском језику како би филм учинио лакшим за разумевање и пријатнијим. властима. Поред тога што је исекао снимке у трајању од неколико минута — неки од њих очигледно због религиозног садржаја — променио је редослед неких секвенци. Филм је на крају добио само ограничено издање у остатку Совјетског Савеза, у Јуткевичовој 73-минутној верзији.

## Пријем и наслеђе
На страници Rotten Tomatoes, филм има позитивну оцену од 93% на основу 15 ретроспективно прикупљених рецензија, са просечном оценом 7,09/10. Џенет Маслин из The New York Times је 1980. написала да је „филм неухватљив у свим околностима. Међутим, све што је тако чисто мистериозно има своју магију.“ Боја нара је доспела на листу 10 најбољих за 1982. годину у Cahiers du ciném.
Редатељ Михаил Вартанов је рекао: „Поред филмског језика који су предложили Грифит и Ајзенштајн, светска кинематографија није открила ништа револуционарно ново све до Боје нара, не рачунајући генерално неприхваћени језик Андалузијског пса од Буњуела”. Према Микеланђелу Антонионију, „Парајанова боја нара је запањујуће савршене лепоте. Параџанов је, по мом мишљењу, један од најбољих филмских редитеља на свету.“
Француски режисер Жан-Лик Годар каже да „У храму биоскопа постоје слике, светлост и стварност. Сергеј Параџанов је био господар тог храма...”
Параџанова су високо ценили многи истакнути филмски ствараоци и филмски глумци. Међу њима су Федерико Фелини, Жан-Лик Годар, Микеланђело Антониони, Андреј Тарковски, Марчело Мастројани, Франсис Форд Копола, Роберт Де Ниро, Мартин Скорсезе, Франсоа Труфо, Луис Буњуел и Жан Реноар.
Филмски критичар Гилберт Адер је тврдио да „иако нам и стилом и садржајем оставља утисак, некако, да је претходио проналаску биоскопа, ниједан историчар медија који игнорише Боју нара никада не може бити схваћен озбиљно“. Дело је заузело 84. место у анкети критичара Sight & Sound  из 2012. за највеће светске филмове и појавило се на другој листи највећих филмова Time Out -а.

## Рестаурација
Током 2014. године филм је дигитално рестауриран и поново монтиран како би био што ближи оригиналној визији режисера и светска премијера је приказана на 67. Филмском фестивалу у Кану. Америчка премијера одржана је 20. септембра 2014. у Академији у Музеју уметности округа Лос Анђелес (ЛАЦМА), а представио ју је Мартирос Вартанов. Премијера на источној обали одржана је на 52. филмском фестивалу у Њујорку 2. октобра 2014. године, а представио ју је Скорсезе. Рестаурацију је завршила Филмска фондација Мартина Скорсезеа у сарадњи са Цинетеца ди Бологна, а критичар и програмер фестивала у Торонту Џејмс Кванд описао ју је као „свети кинематографски грал“. Мартин Скорсезе је добио награду Института Параџанов-Вартанов 2014. за рестаурацију Боје нара.
Блу-реј рестаурације објављен је у Великој Британији 19. фебруара 2018, а америчко издање Критериона са документарним филмом Михаила Вартанова из 1969. Боја јерменске земље 17. априла 2018.

## Утицај у популарној култури
Мадонин музички спот из 1995. Bedtime Story поново приказује неке садржаје из филма (као што је сцена малог детета које лежи у фетус позицији на пентаграму на поду док га одрасла особа покрива ћебетом, а други где се гола нога гњечи грозд грожђа који лежи на исписаној плочи), између осталог уметничког надахнућа који приказује снове и надреалистичка уметничка дела у видеу.
Без било чије дозволе Николас Жар је 2015. објавио албум Pomegranates, који је описан као „алтернативни звучни запис” за филм. Пројекција филма са живим извођењем музике била је заказана у Цинефамили у Лос Анђелесу за 22. фебруар 2017. године, али је извођење замењено оригиналном музиком због примедби Института Параџанов-Вартанов и Филмске фондације да се уживо перформанс не би представио филм онако како га је Параџанов намеравао.
Музички спот Лејди Гаге „911 “ објављен у септембру 2020. отворено је под утицајем филма.
Филм је такође утицао на спот алтернативне рок групе РЕМ за „Losing My Religion“.